# Iphitrachelus koreensis
Iphitrachelus koreensis är en stekelart som beskrevs av Megyaszai 1999. Iphitrachelus koreensis ingår i släktet Iphitrachelus och familjen gallmyggesteklar. Inga underarter finns listade i Catalogue of Life.